# Лобановський Олександр Ігорович
Олександр Ігорович Лобановський (нар. 11 квітня 1966 року, Харків)— український підприємець, депутат Харківської міської ради. Одружений, виховує доньку.

## Освіта та наукова діяльність
Лобановський закінчив середню школу № 1, де навчався з 1973 до 1983 року. Після закінчення став студентом Харківського фармацевтичного інституту (НФаУ), плануючи стати фармацевтом й займатись науковою діяльністю. 1984 року перервав навчання для служби в армії, 1986 року Олександр повернувся до інституту і закінчив його.
У 1988 році, паралельно з навчанням, Лобановський починає працювати в лабораторії синтезу цукрознижувальних речовин в ХНІІЕіХГ (зараз «Інститут проблем ендокринної патології ім. Данилевського НАМН України»).
У 1989 році пан Лобановський закінчив інститут і як фармацевт (згодом — провізор) працював в харківській аптеці № 315. Паралельно продовжував дослідницьку діяльність в лабораторії функціональної діагностики ХНІІНіП (сьогодні Інститут неврології, психіатрії та Наркології АМН України).

## Бізнес і політична кар'єра
У 1991 році Лобановський починає займатись бізнесом, засновує кооператив «Партнер», що спеціалізувався на багатофункціональній діагностиці та торгівлі. Згодом кооператив стає ТОВ «Укр-Трейд», яке було трансформовано в торговельну групу «Клас». В 2010-х ця мережа — один з лідерів харківського рітейлу. Лобановський зайняв пост гендиректора в управлінні мережею.
У 2015 році балотувався в депутати Харківської міської ради від партії «Відродження», яка отримала 41.67 % на виборах в 2015 році.
Окрім підприємницької діяльності, Лобановський обіймає посаду заступника голови постійної комісії з питань містобудування, архітектури та земельних відносин. Був помічником народного депутата від Партії регіонів Анатолія Денисенка.
Власний капітал — 40 млн $.

## Нагороди
Двічі удостоєний нагород:
- 2002 рік — Почесна грамота Харківської обласної ради та Харківської обласної державної адміністрації;
- 2005 рік — Вища відзнака «Слобожанська Слава».[10]
- 2016 рік — Почесна грамота Харківської міської ради.[11]

## Критика
2008 року на вулиці Батумській, 8 владою Харкова було виділено ділянку на 1.5 га, де згодом кооперативом «Форест констракшн» побудовано житловий будинок. 2009 року житло було узаконене, його власником є Лобановський.
В грудні 2015 року слідчі, що проводили обшук в будинку Лобановського, були заблоковані невідомими людьми і народним депутатом, колишнім членом Партії регіонів Анатолієм Денисенком. Він намагався перешкоджати діям слідчих, що проводили обшук за санкцією Печерського суду Києва. Згодом пояснив, що Лобановського немає вдома і поїхав з місця події.
Згідно з даними Харківського антикорупційного центру, в жовтні 2015 року компанія, співвласником якої є Лобановський, отримала значну земельну ділянку в Харкові за адресою просп. Московський, 295.
Дозвіл на будівництво ТРЦ на Холодній горі в Харкові отримало ТОВ «ТД Полтавський Шлях» (власники — Лобановський й Вікторія Ломакіна).
Компанія «Женева-Нова» (аласник — Лобановський) отримала дозвіл на зміну цільового призначення земельної, після цього біля супермаркету «Класс» на цій ділянці влаштувати парковку.